# Nézignan-l'Évêque
Nézignan-l'Évêque é uma comuna francesa na região administrativa de Occitânia, no departamento de Hérault. Estende-se por uma área de 4,33 km². Em 2010 a comuna tinha 1 854 habitantes (densidade: 428,2 hab./km²).